# Dušan Jurkovič

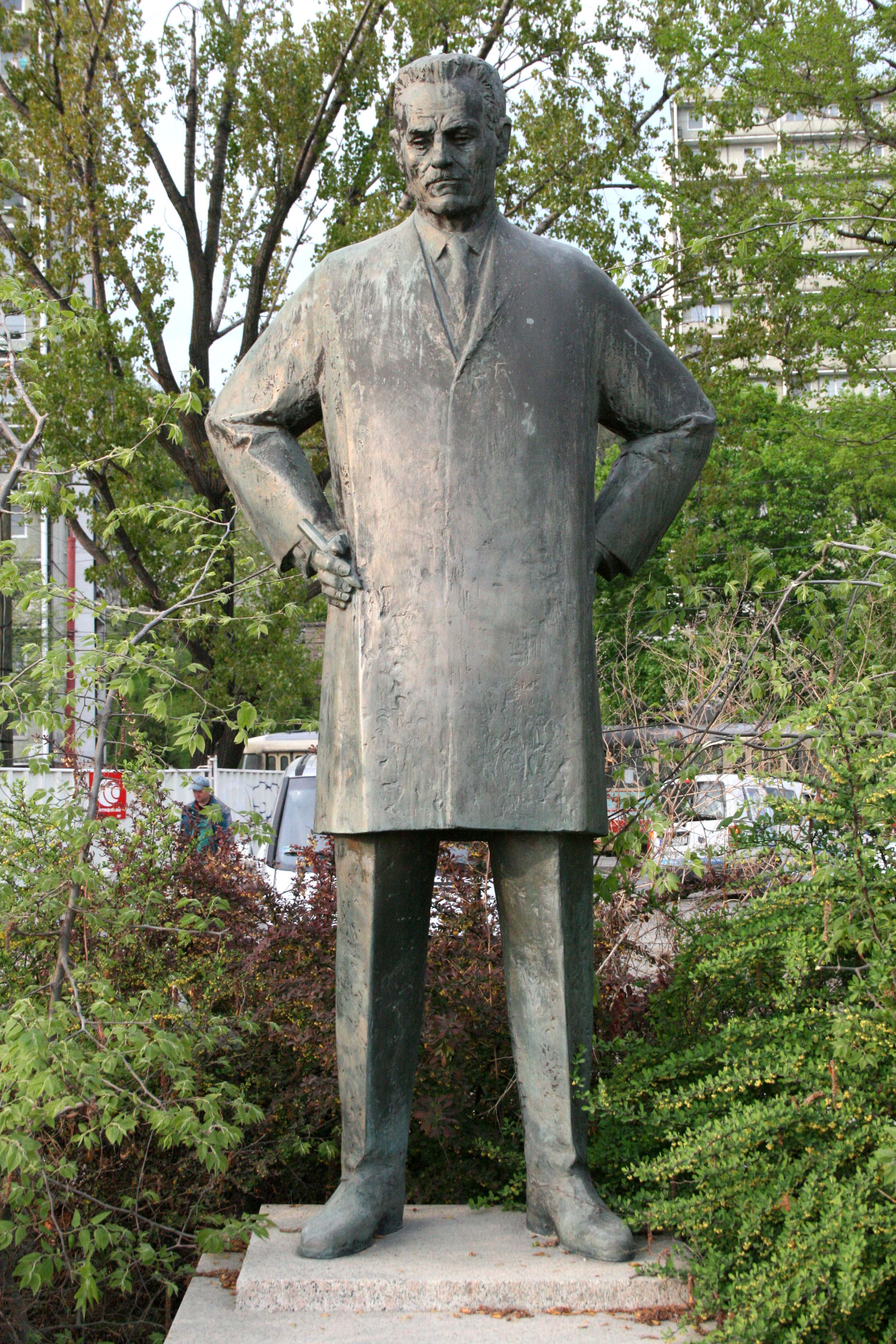
Socha Dušana Jurkoviče v Bratislavě

Dušan Samo Jurkovič (23. srpna 1868 Turá Lúka – 21. prosince 1947 Bratislava) byl slovenský architekt, návrhář nábytku a etnograf.
Dušan Samo (Samuel) Jurkovič byl výrazným představitelem secesní architektury. Vytvořil velice osobitý styl, výrazně ovlivněný lidovou architekturou. Inspiraci hledal i u anglického hnutí Arts and Crafts. Byl vnukem Samuela Jurkoviče – zakladatele Spolku gazdovského v Sobotišti, prvního úvěrového družstva na evropském kontinentu a spoluzakladatele Matice slovenské.

## Životopis
Kořeny Jurkovičova směřování k práci s lidovými formami lze hledat už v rodinném zázemí, otec patřil k známým slovenským vlastencům, matka byla znalkyní lidového umění. Po studiu na nižším gymnáziu v Šoproni odešel do Vídně, kde v letech 1884 – 1889 studoval na Státní průmyslové škole, v jejímž čele stál v té době Camillo Sitte.
Během krátké praxe v ateliéru architekta Bully v Martině ho zaujaly práce lidových tesařů ve dřevě. Šest let pracoval v ateliéru architekta Michala Urbánka ve Vsetíně. Za jeho částečné pomoci realizoval stavby pro Národopisnou výstavu ve Vsetíně a Národopisnou výstavu českoslovanskou v Praze v roce 1895. Ocenění práce mu přineslo zakázku na stavbu souboru výletních ubytoven Pustevny na Radhošti (1897–1899).
Roku 1899 získal nabídku Františka Mareše, ředitele brněnské dívčí školy Vesna, na vytvoření návrhu zařízení tzv. malého internátu náležejícího ke škole, která pro něj byla impulsem pro přestěhování do Brna. Ve stejném roce vytvořil v Brně ještě návrhy zařízení vlastního bytu v ulici Veveří a interiérů dalších dvou bytů. Záhy se také zapojil do brněnského kulturního života, navázal přátelské vztahy s Jiřím Mahenem, bratry Mrštíkovými, Josefem Merhautem. Stal se členem Klubu přátel umění, s jehož podporou vydal publikaci Pustevny na Radhošti (1900).
V Brně vytvořil i několik architektonických realizací. Největšího významu dosahuje vlastní vila v Žabovřeskách navržená roku 1905 a postavená v následujícím roce, která je jedinečným příkladem syntézy principů lidové tvorby s aktuálními podněty vídeňské moderny a britských vzorů. Blízký vztah k vídeňskému prostředí dokládají i další realizace, jako je výstavní síň KPU (1904), která má blízký vztah k formálnímu řešení výstavních prostor Wiener Werkstätte. Vídeňský geometrismus je patrný z plakátu Výstavy architektury a uměleckého průmyslu, kterou Jurkovič uspořádal ve svém domě u příležitosti jeho dokončení. Plakát vytiskla tiskárna Bohumíra Jaroňka.
Biedermeierské principy vídeňské modernistické architektury je možné odhalit také na nájemním domě Benedikta Škardy (1908), majitele sklářského závodu, který dodal sklo pro mozaiku na Jurkovičově vile. Mezi další Jurkovičovy realizace v Brně patří stavba části Pomologického ústavu v Bohunicích (1900–1901), spolupodílel se také na stavbě dělnické kolonie 16 domků v Novém Lískovci (1908). Navrhl také rozsáhlou kolekci nábytku pro brněnský vzdělávací spolek Vesna, dochovaná část je nyní vystavena v budově Vesny v brněnské Údolní ulici. Během své „brněnské“ životní etapy realizoval také projekty lázeňských domů v Luhačovicích (1901–1903), úpravy zámku v Novém Městě nad Metují (1908–1913).
Za 1. světové války realizoval řadu vojenských hřbitovů v lidovém stylu v polské Haliči. Po vzniku Československé republiky se vrátil na Slovensko a usadil se v Bratislavě. Roku 1919 se stal přednostou Památkového úřadu v Bratislavě. Vedle bohaté architektonické a návrhářské tvorby se usilovně věnoval i objevování krás slovenské krajiny a její propagace v Čechách a na Moravě.
Významná je i budova Slovenského domu ve Skalici na Slovensku; secesní stavba z roku 1905 s mozaikovou fasádou podle návrhu Mikoláše Alše, s původním vnitřním zařízením, s divadelním sálem s dekoracemi od Joži Uprky aj.
Jeho manželka Božena Bartelmusová (1883–1965) byla vnučkou Josefa Františka Friče a pratetou právníka Jiříka Fleischera. Měli spolu syny Juraje (1904–1963), Jána (1905–1986) a Pavla (1907–2005). 
V prosinci 2016 byla po Dušanu Jurkovičovi pojmenována nově dodaná tramvaj Škoda 13T Dopravního podniku města Brna. Stalo se tak na návrh městské části Brno-Žabovřesky.

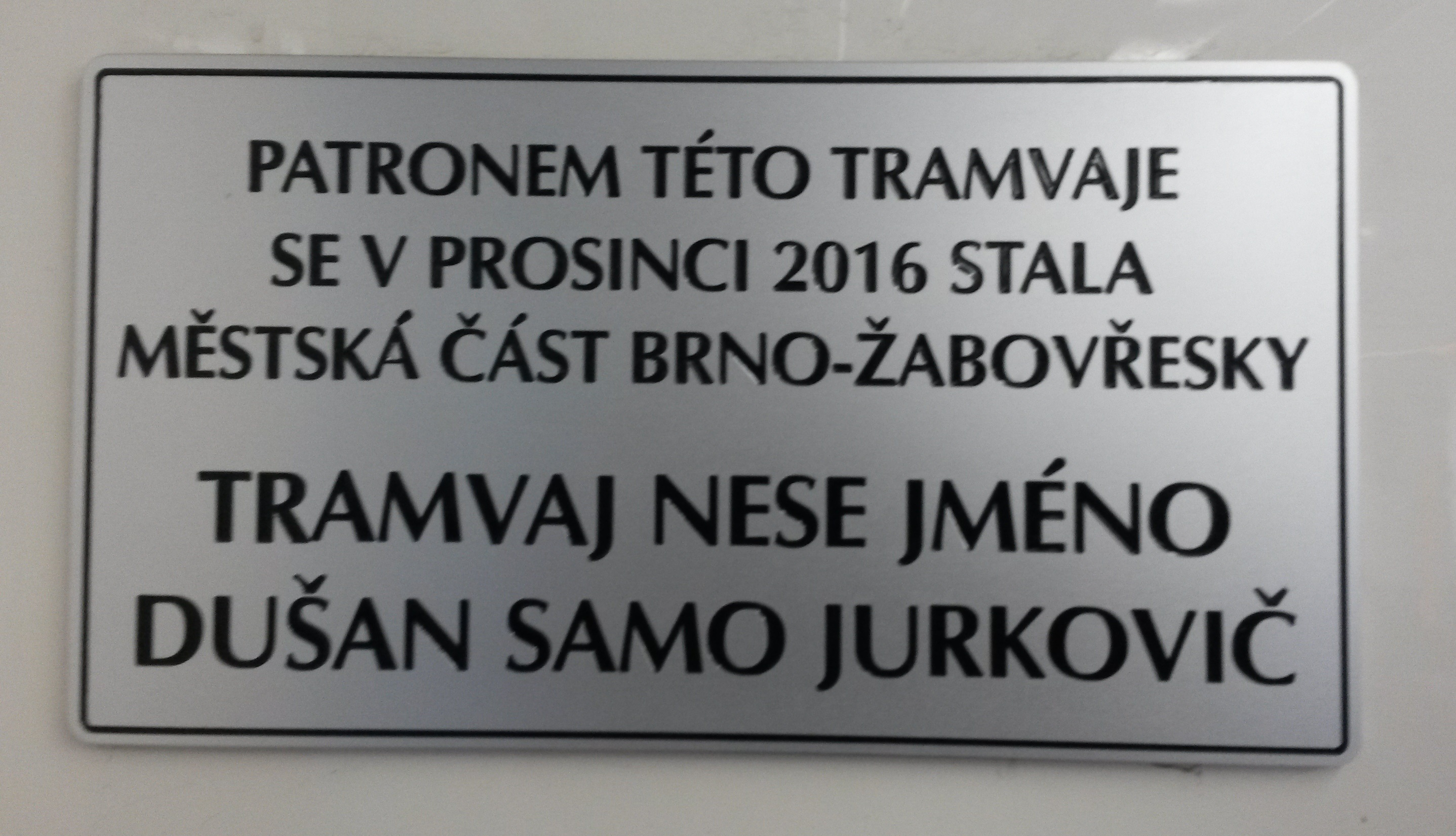
Tabulka se jménem patrona v tramvaji DPMB

## Dílo

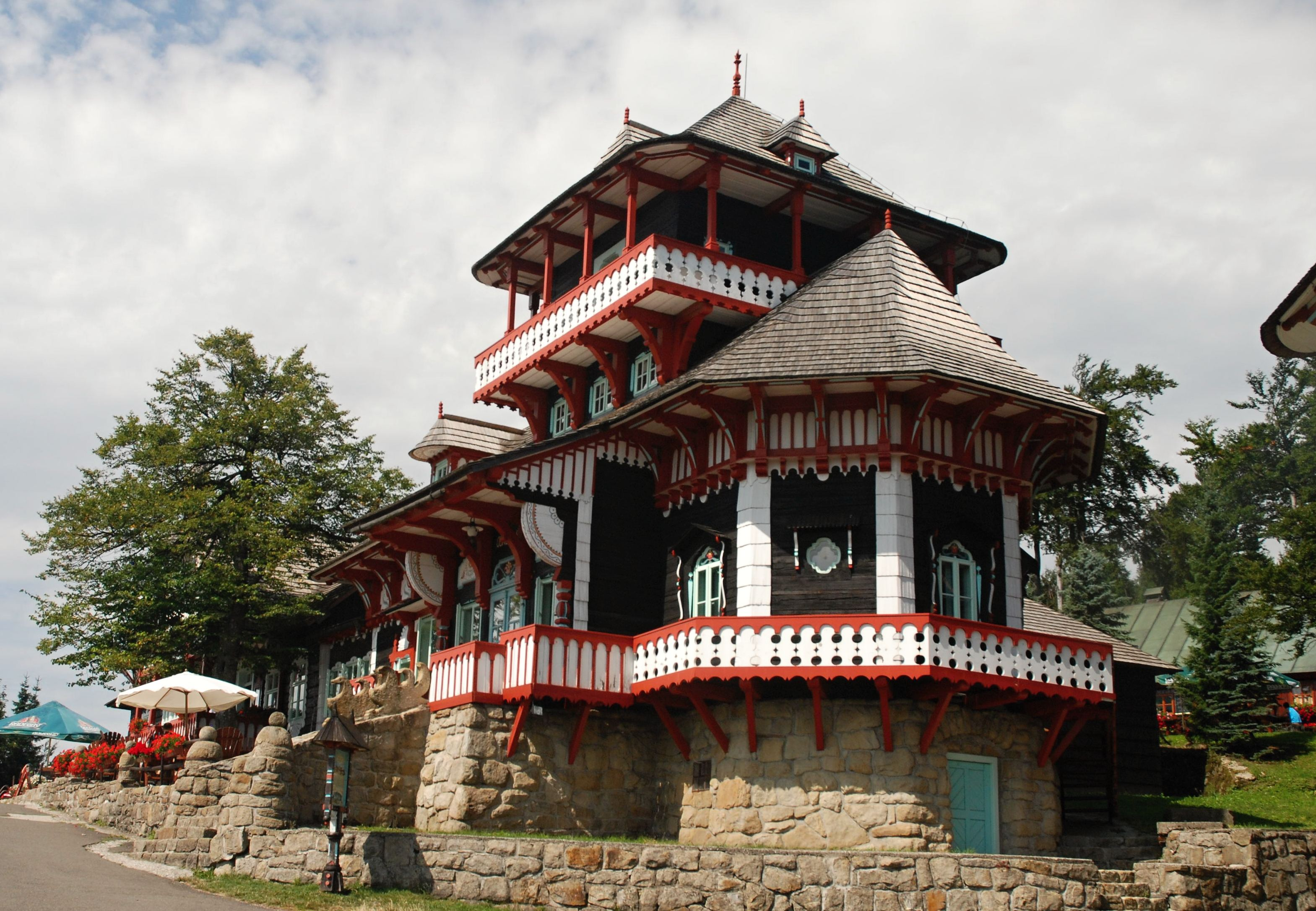
Libušín

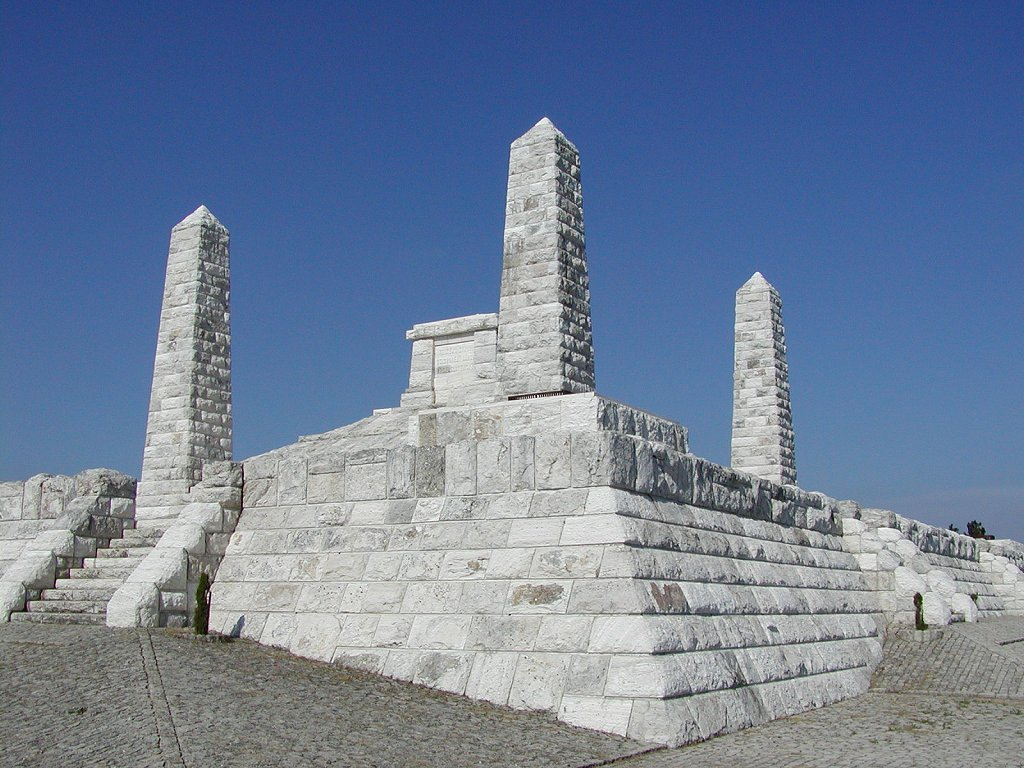
Mohyla Milana Rastislava Štefánika

### Česko
- Bartoňova útulna v Pekle u Nového Města nad Metují
- Část areálu Českého pomologického ústavu v Brně-Bohunicích (Lány 34)[1][3]
- Dům J. Bartoně v Brně-Králově Poli (Jungmannova 46)[1]
- Chaty Libušín a Maměnka na Pustevnách
- Jiráskova chata u Dobrošova na Náchodsku
- Jurkovičova rozhledna[4] v Rožnově pod Radhoštěm (Karlův kopec 480 mnm)+
- Jurkovičův dům v Luhačovicích
- Křížová cesta na Hostýně
- Lázeňské budovy v Luhačovicích
- Nábytek pro dívčí penzionát Vesny v Brně (Údolní 10)[1]
- Nájemní dům v Brně (Dvořákova 10)[1]
- Přestavba bývalého Zbraslavského kláštera na zámek[5]
- Raabova vila v Písku
- Rekonstrukce zámku v Novém Městě nad Metují a návrh zámecké zahrady
- Vila Valaška v Luhačovicích
- Vila Vlastimila v Luhačovicích
- Vila Jestřábí v Luhačovicích
- Vila na Rezku v Novém Městě nad Metují
- Vila Josefa a Augusty Kunzových v Brně-Žabovřeskách (Jana Nečase 4)[1][6]
- Vila dr. Náhlovského v Praze-Bubenči[7]
- Vila Theodory Němcové v Jičíně (M. Koněva čp. 150)
- Vlastní vila v Brně-Žabovřeskách (Jana Nečase 2)[1]
- Úpravy hradu Kunětická hora[5]
- 16 domů v Brně-Novém Lískovci (spoluautor)[1]
- Evangelický toleranční kostel z Huslenek, replika v Rožnově pod Radhoštěm

### Slovensko
- Budovy visuté lanovky Tatranská Lomnica – Lomnický štít
- Kochovo sanatorium v Bratislavě
- Mohyla Milana Rastislava Štefánika na Bradle

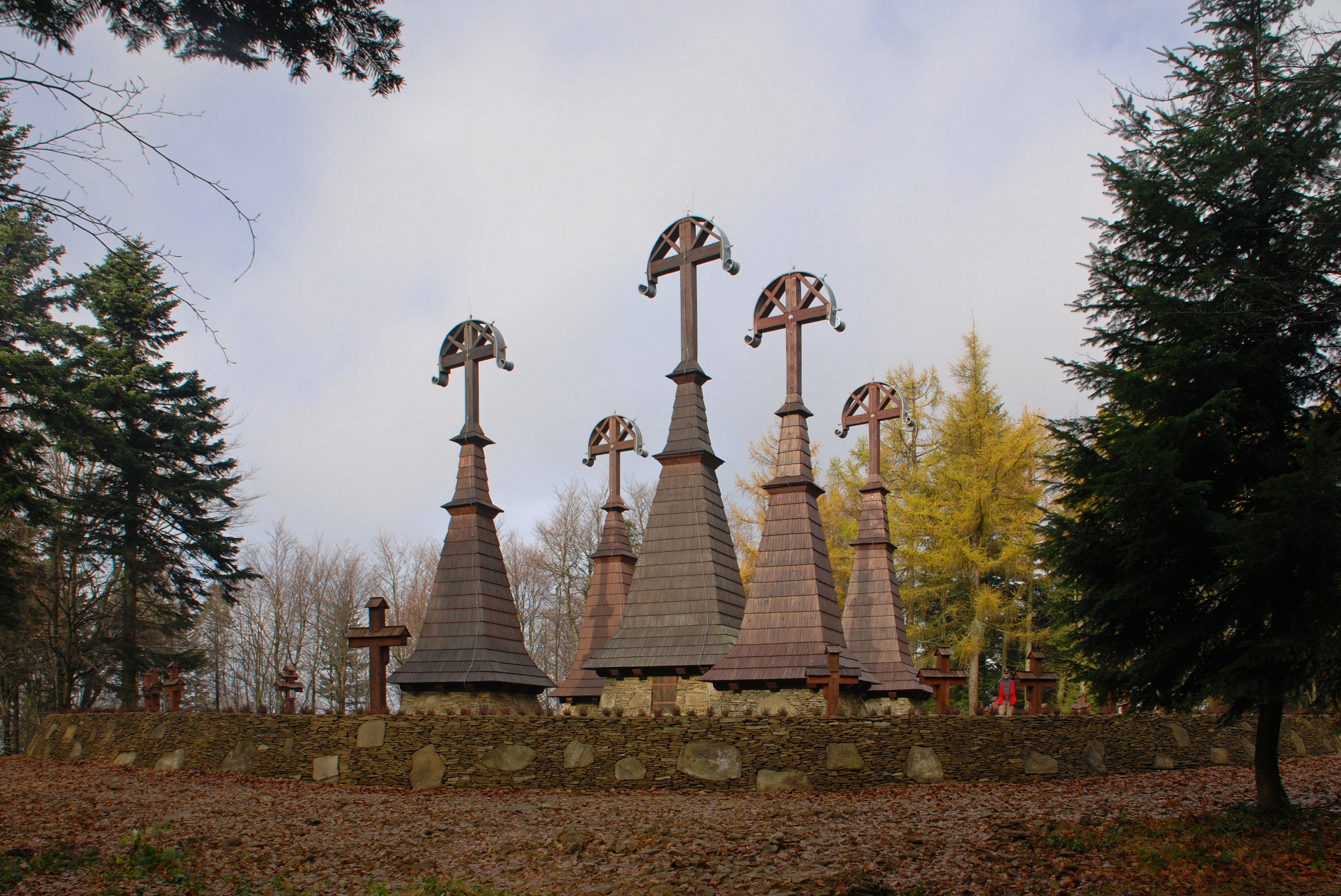
Vojenský hřbitov č. 51 na Rotundě

- Přestavba zámku u Spišského Štiavniku
- Spolkový dům ve Skalici

### Polsko
- Vojenský hřbitov č. 8 v Novém Żmigrodě
- Vojenský hřbitov č. 11 v Woli Cieklińské
- Vojenský hřbitov č. 51 na vrcholu hory Rotunda
- Vojenský hřbitov č. 60 v Pętně v obci Sękowa
- Hřbitovní kaple (gontyna) - Vojenský hřbitov č. 123 v Łużné